# ロック・ビリーヴァー
『ロック・ビリーヴァー』（原題: Rock Believer）はドイツのハードロックバンド、スコーピオンズが2022年に発表したスタジオ・アルバムである。

## 概要
前作から約7年振り、そしてミッキー・ディー加入後初のフルアルバムである。本作の制作についてメンバーのクラウス・マイネは「このアルバムは、シェンカー/マイネを中心としたスコーピオンズのDNAによって書かれ、レコーディングされた作品なんだ。80年代にそうしていたように、一つの部屋の中でバンドがライヴでレコーディングしたんだ」と語り、前作・前々作に収録されていた外部ライターからの提供曲は収録されていない。
本国でのレーベル移籍に伴い日本盤の発売もソニー・ミュージックからユニバーサル・ミュージックへ切り替わっている。日本盤にはボーナストラック1曲に加え、海外デラックス盤ボーナストラック5曲が収録されている。

## 収録曲
| 全作詞: クラウス・マイネ (#15のみマイネとマティアス・ヤプスの共作)。 | |                                                            |                                                                             |      |
| #                                                                    | タイトル | 作詞                                                       | 作曲                                                                        | 時間 |
| 1.                                                                   | 「ガス・イン・ザ・タンク - Gas in the Tank」                                                                                   | クラウス・マイネ (#15のみマイネとマティアス・ヤプスの共作) | ルドルフ・シェンカー                                                        | 3:42 |
| 2.                                                                   | 「ルーツ・イン・マイ・ブーツ - Roots in My Boots」                                                                             | クラウス・マイネ (#15のみマイネとマティアス・ヤプスの共作) | シェンカー                                                                  | 3:18 |
| 3.                                                                   | 「ノック・エム・デッド - Knock 'em Dead」                                                                                      | クラウス・マイネ (#15のみマイネとマティアス・ヤプスの共作) | シェンカー                                                                  | 4:12 |
| 4.                                                                   | 「ロック・ビリーヴァー - Rock Believer」                                                                                       | クラウス・マイネ (#15のみマイネとマティアス・ヤプスの共作) | マイネ、シェンカー                                                          | 3:57 |
| 5.                                                                   | 「シャイニング・オブ・ユア・ソウル - Shining of Your Soul」                                                                    | クラウス・マイネ (#15のみマイネとマティアス・ヤプスの共作) | シェンカー、グレッグ・フィールドマン                                        | 3:57 |
| 6.                                                                   | 「セヴンス・サン - Seventh Sun」                                                                                               | クラウス・マイネ (#15のみマイネとマティアス・ヤプスの共作) | シェンカー、ハンス=マーティン・バフ、インゴ・ポヴィッツァー、フィールドマン | 5:29 |
| 7.                                                                   | 「ホット・アンド・コールド - Hot and Cold」                                                                                    | クラウス・マイネ (#15のみマイネとマティアス・ヤプスの共作) | ヤプス                                                                      | 4:13 |
| 8.                                                                   | 「ホエン・アイ・レイ・マイ・ボーンズ・トゥ・レスト - When I Lay My Bones to Rest」                                             | クラウス・マイネ (#15のみマイネとマティアス・ヤプスの共作) | シェンカー                                                                  | 3:08 |
| 9.                                                                   | 「ピースメイカー - Peacemaker」                                                                                                | クラウス・マイネ (#15のみマイネとマティアス・ヤプスの共作) | シェンカー、パウエル・マチヴォダ                                            | 2:57 |
| 10.                                                                  | 「コール・オフ・ザ・ワイルド - Call of the Wild」                                                                              | クラウス・マイネ (#15のみマイネとマティアス・ヤプスの共作) | シェンカー                                                                  | 5:21 |
| 11.                                                                  | 「ホエン・ユー・ノウ (ホエン・ユー・カム・フロム) - When You Know (When You Come From)」                                       | クラウス・マイネ (#15のみマイネとマティアス・ヤプスの共作) | シェンカー                                                                  | 4:22 |
| 12.                                                                  | 「シュート・フォー・ユア・ハート - Shoot for Your Heart」                                                                      | クラウス・マイネ (#15のみマイネとマティアス・ヤプスの共作) | マイネ                                                                      | 4:02 |
| 13.                                                                  | 「ホエン・トゥモロー・カムズ - When Tomorrow Comes」                                                                           | クラウス・マイネ (#15のみマイネとマティアス・ヤプスの共作) | シェンカー                                                                  | 3:51 |
| 14.                                                                  | 「アンリーシュ・ザ・ビースト - Unleash the Beast」                                                                             | クラウス・マイネ (#15のみマイネとマティアス・ヤプスの共作) | シェンカー                                                                  | 4:18 |
| 15.                                                                  | 「クロッシング・ボーダーズ - Crossing Borders」                                                                                | クラウス・マイネ (#15のみマイネとマティアス・ヤプスの共作) | ヤプス                                                                      | 3:38 |
| 16.                                                                  | 「ホエン・ユー・ノウ (ホエン・ユー・カム・フロム) (アコースティック) - When You Know (When You Come From) (Acoustic Version)」 | クラウス・マイネ (#15のみマイネとマティアス・ヤプスの共作) | シェンカー                                                                  | 3:45 |
| 17.                                                                  | 「アウト・ゴー・ザ・ライツ - Out Go the Lights」                                                                               | クラウス・マイネ (#15のみマイネとマティアス・ヤプスの共作) | シェンカー                                                                  | 3:39 |
| 合計時間:                                                            | 合計時間: | 合計時間:                                                  | 67:49                                                                       |      |

## 演奏
スコーピオンズ
- クラウス・マイネ - ボーカル
- ルドルフ・シェンカー - ギター
- マティアス・ヤプス - ギター
- パウエル・マチヴォダ - ベース
- ミッキー・ディー - ドラムス